# Zing Music Awards
Zing Music Awards là giải thưởng âm nhạc trực tuyến được tổ chức thường niên bởi Zing từ năm 2010.

## Các đợt trao giải
- Lần thứ 1: Zing Music Awards 2010
- Lần thứ 2: Zing Music Awards 2011
- Lần thứ 3: Zing Music Awards 2012
- Lần thứ 4: Zing Music Awards 2013
- Lần thứ 5: Zing Music Awards 2014
- Lần thứ 6: Zing Music Awards 2015
- Lần thứ 7: Zing Music Awards 2016
- Lần thứ 8: Zing Music Awards 2017
- Lần thứ 9: Zing Music Awards 2018
- Lần thứ 10: Zing Music Awards 2019
- Lần thứ 11: Zing Music Awards 2020

## Các giải thưởng và nghệ sĩ đoạt giải

### Hạng mục giải thưởng của năm

#### 2010-2011: Nghệ sĩ của năm
Nghệ sĩ của năm do Nhà báo đề cử và Hội đồng Nghệ thuật bình chọn, theo tiêu chí: nghệ sĩ có hoạt động nổi bật nhất trong năm (cả lĩnh vực nghệ thuật và xã hội...)
| Năm  | Nghệ sĩ của năm |
| ---- | --------------- |
| 2010 | Đàm Vĩnh Hưng   |
| 2011 | Đàm Vĩnh Hưng   |

#### 2012: Các hạng mục của năm
Do hội đồng nghệ thuật bình chọn
| Năm  | Bản ghi xuất sắc nhất | Album xuất sắc nhất                | Music Video xuất sắc nhất        | Music Video có hình ảnh đẹp nhất | Music Video có ý tưởng kịch bản hay nhất   |
| ---- | --------------------- | ---------------------------------- | -------------------------------- | -------------------------------- | ------------------------------------------ |
| 2012 | Đồng xanh Vy Oanh     | Không phải tại chúng mình Quang Lê | Tuổi hồng thơ ngây Đàm Vĩnh Hưng | Đắn đo Hồ Ngọc Hà                | Nhật ký của mẹ Nguyễn Văn Chung, Hiền Thục |

Do nhà báo và hội đồng nghệ thuật bình chọn
| Năm  | Nghệ sĩ của năm | Nam nghệ sĩ mới xuất sắc nhất | Nữ nghệ sĩ mới xuất sắc nhất |
| ---- | --------------- | ----------------------------- | ---------------------------- |
| 2012 | Hồ Ngọc Hà      | Bùi Anh Tuấn                  | Đồng Lan                     |

#### 2013-2019: Các hạng mục của năm
Do hội đồng nghệ thuật bình chọn
| Năm  | Nghệ sĩ của năm  | Bài hát của năm                          | Music Video của năm                    | Album của năm                 | Nghệ sĩ mới của năm | Nhạc sĩ của năm |
| ---- | ---------------- | ---------------------------------------- | -------------------------------------- | ----------------------------- | ------------------- | --------------- |
| 2013 | Lệ Quyên         | Forever Alone Justa Tee                  | Gửi cho anh Khởi My                    |                               |                     |                 |
| 2014 | Hồ Ngọc Hà       | Trót yêu Trung Quân Idol                 | Bốn chữ lắm Trúc Nhân, Trương Thảo Nhi | Mối tình xưa vol 7 Hồ Ngọc Hà | Vũ Cát Tường        |                 |
| 2015 | Mỹ Tâm           | My Everything Tiên Tiên                  | Vì ai vì anh Đông Nhi                  | Không bầu chọn[a]             | Tiên Tiên           |                 |
| 2016 | Hồ Ngọc Hà       | Sau tất cả Erik                          | Gửi anh xa nhớ Bích Phương             | Love Song 3 Hồ Ngọc Hà        | Rocker Nguyễn       |                 |
| 2017 | Soobin Hoàng Sơn | Có em chờ Min, Mr.A                      | Ghen Khắc Hưng, Min, Erik              |                               | Ali Hoàng Dương     | Khắc Hưng       |
| 2018 | Hương Tràm       | Người lạ ơi Superbrothers, Karik, Orange | Chạy ngay đi Sơn Tùng M-TP             |                               | Hiền Hồ             | Only C          |
| 2019 | Erik             |                                          |                                        |                               |                     |                 |
| 2020 | Erik             |                                          |                                        |                               |                     |                 |

### Hạng mục giải thưởng theo thể loại nhạc
Hạng mục giải thưởng theo thể loại nhạc do cộng đồng bình chọn.
| Năm  | Ca khúc Pop/Rock được yêu thích | Ca khúc Pop/Ballad được yêu thích       | Ca khúc Dance/Electronic được yêu thích            | Ca khúc R&B/Soul được yêu thích                  | Ca khúc Rap/Hiphop được yêu thích                 | Ca khúc mang âm hưởng dân ca được yêu thích nhất | Ca khúc song ca/nhóm ca được yêu thích     | Ca khúc Nhạc phim được yêu thích         |
| ---- | ------------------------------- | --------------------------------------- | -------------------------------------------------- | ------------------------------------------------ | ------------------------------------------------- | ------------------------------------------------ | ------------------------------------------ | ---------------------------------------- |
| 2013 | Người ấy Trịnh Thăng Bình       |                                         | Không cảm xúc Hồ Quang Hiếu                        | Foreveer Alone Justa tee                         | Em không quay về Hoàng Tôn, Yanbi                 | Đứt từng đoạn ruột Lương Hữu Bích                | Em không quay về                           |                                          |
| 2014 | Mình yêu nhau đi Bích Phương    |                                         | Badboy Đông Nhi                                    | Bâng khuâng Justa tee                            | Không cần thêm một ai nữa Mr Siro, Big Daddy      |                                                  | Gạt đi nước mắt Noo Phước Thịnh, Tony Việt |                                          |
| 2015 | Chưa bao giờ Trung Quân         |                                         | Ngày mai Tóc Tiên                                  | Vợ người ta Phạm Mạnh Quỳnh                      | Đưa nhau đi trốn                                  |                                                  | Yêu không nghỉ phép Isaac                  |                                          |
| 2016 | Anh cứ đi đi Hari Won           |                                         | Cause I love you Noo Phước Thịnh                   | Anh cứ đi đi Hari Won                            | Từng là tất cả Karik                              | Duyên phận Lệ Quyên                              | Yêu không nghỉ phép Isaac                  |                                          |
| 2017 |                                 | Em gái mưa Hương Tràm                   | Ngày mai em đi Touliver, Lê Hiếu, Soobin Hoàng Sơn | Mặt trời của em Phương Ly, Justa Tee             | Ai ngờ ta con thương Karik, Thái Trinh            |                                                  |                                            | Yêu là tha thu (Em chưa mười tám) Only C |
| 2018 |                                 | Rời bỏ Hòa Minzy                        | Chạy ngay đi Sơn Tùng M-TP                         | Thằng điên Phương Ly, JustaTee                   | Người lạ ơi Orange, Karik                         |                                                  |                                            | Tâm sự tuổi 30 Trịnh Thăng Bình          |
| 2019 |                                 | Sóng gió Jack & K-ICM                   | Em hơi mệt với bạn thân anh Hương Giang            | Simple love Obito, Seachains                     | Nước mắt em lau bằng tình yêu mới DALAB, Tóc Tiên |                                                  |                                            | Gánh mẹ Quách Beem                       |
| 2020 |                                 | Không thể cùng nhau suốt kiếp Hòa Minzy | Hoa hải đường Jack - J97                           | Khác biệt to lớn Trịnh Thăng Bình, Liz Kim Cương | Thiên đàng Wowy, JoliPoli                         |                                                  |                                            |                                          |

### Hạng mục giải thưởng do cộng đồng bình chọn
| Năm  | Nam ca sĩ được yêu thích  | Nữ ca sĩ được yêu thích | Nam ca sĩ có phong cách trình diễn ấn tượng | Nữ ca sĩ có phong cách trình diễn ấn tượng | Nam ca sĩ triển vọng | Nữ ca sĩ triển vọng | Nam ca sĩ mới xuất sắc nhất | Nữ ca sĩ mới xuất sắc nhất | Ca sĩ mới được yêu thích | Song ca/Nhóm ca được yêu thích | Nghệ sĩ Indie/Underground được yêu thích |
| ---- | ------------------------- | ----------------------- | ------------------------------------------- | ------------------------------------------ | -------------------- | ------------------- | --------------------------- | -------------------------- | ------------------------ | ------------------------------ | ---------------------------------------- |
| 2010 | Đan Trường                | Thanh Thảo              | Đàm Vĩnh Hưng                               | Hồ Ngọc Hà                                 | Dương Triệu Vũ       | Vĩnh Thuyên Kim     |                             |                            |                          | V.Music                        |                                          |
| 2011 | Đan Trường, Đàm Vĩnh Hưng | Đông Nhi                |                                             |                                            | Trần Tuấn Lương      | Khởi My             | Dương Triệu Vũ              | Văn Mai Hương              |                          | V.Music                        |                                          |
| 2012 | Đàm Vĩnh Hưng             | Đông Nhi                |                                             |                                            |                      |                     |                             |                            |                          | V.Music                        |                                          |
| 2013 | Noo Phước Thịnh           | Đông Nhi                |                                             |                                            |                      |                     |                             |                            | Phương Mỹ Chi            | Ông Cao Thắng, Đông Nhi        |                                          |
| 2014 | Noo Phước Thịnh           | Đông Nhi                |                                             |                                            |                      |                     |                             |                            |                          | 365 Daband                     |                                          |
| 2015 | Sơn Tùng M-TP             | Đông Nhi                |                                             |                                            |                      |                     |                             |                            |                          | Hồ Ngọc Hà, Noo Phước Thịnh    |                                          |
| 2016 | Noo Phước Thịnh           | Đông Nhi                |                                             |                                            |                      |                     |                             |                            |                          | Khởi My, Kelvin Khánh          |                                          |
| 2017 | Sơn Tùng M-TP             | Hương Tràm              |                                             |                                            |                      |                     |                             |                            |                          | Min, Erik                      | Masew                                    |
| 2018 | Sơn Tùng M-TP             | Hòa Minzy               |                                             |                                            |                      |                     |                             |                            |                          | Uni5                           | Kay Trần                                 |
| 2019 | Jack & K-ICM              | Hương Giang             |                                             |                                            |                      |                     |                             |                            |                          |                                |                                          |
| 2020 | Jack                      | Hương Giang             |                                             |                                            |                      |                     |                             |                            |                          |                                |                                          |

### Hạng mục giải thưởng khác

#### 2010-2011: Top 10 trên số lượt nghe, download, phản hồi cao nhất
| Năm  | Top 10 Album của năm | Top 10 ca khúc của năm | Top 10 Video Clip của năm |
| ---- | --- | --- | --- |
| 2010 | - Cầu Vồng Sau Mưa - Cao Thái Sơn - Điều Ước Giản Đơn - Akira Phan - Kí Ức Của Mưa - Bảo Thy - Điều Ước Của Hoa Hồng - Khánh Phương - The First Step - Đông Nhi - Qua Cơn Mê - Đàm Vĩnh Hưng - Khoảng Cách - Đàm Vĩnh Hưng - Hờn Trách Con Đò - Dương Ngọc Thái - Chạm Tay Vào Điều Ước - Ngô Kiến Huy - Khúc Tình Xưa - Lệ Quyên    | - Điều Ước Giản Đơn - Akira Phan - Bay Giữa Ngân Hà - Nam Cường - Tựa vào vai anh - Khánh Phương - Yêu Thương Quay Về - Cao Thái Sơn - Lặng Thầm - Noo Phước Thịnh - Teen Vọng Cổ - Vĩnh Thuyên Kim - Ngôi Sao Lẻ Loi - Phan Đinh Tùng - Tìm Lại Giấc Mơ - Hồ Ngọc Hà - Em Yêu Anh Nhiều Lắm - Bảo Thy - Cắn Môi Tình Còn Đau - Đan Trường | - Trọn Đời Bên Em - Lý Hải - Hãy Để Anh Yêu Em Lần Nữa - The Men - Không Giới Hạn - Tim ft Khổng Tú Quỳnh - Nơi Mặt Trời Buông Xuống - Ưng Đại Vệ - Em Yêu Anh Nhiều Lắm - Bảo Thy - Bình Yên Nhé – Cầu Vồng Sau Mưa - Cao Thái Sơn - Người Thứ Ba - Thanh Thảo - Phố Kỷ Niệm - Nguyên Vũ - Nửa Vầng Trăng - Đàm Vĩnh Hưng - Sau Một Tình Yêu - Nhật Tinh Anh |
| 2011 | - Xót xa – Đàm Vĩnh Hưng - Gió lạnh – Cao Thái Sơn - Để nhớ một thời ta đã yêu – Lệ Quyên - Anh còn nợ em – Đàm Vĩnh Hưng - Yêu lại từ đầu – Khắc Việt - Nếu mai rời xa – Thủy Tiên, V.Music - Nếu như anh đến – Văn Mai Hương - The Singer – Đông Nhi - Nỗi nhớ đầy vơi – Hồ Ngọc Hà, Noo Phước Thịnh - Việt Nam ngày mới – V.Music | - Chỉ anh hiểu em – Khắc Việt - Chỉ cần em hạnh phúc – Hồ Quang Hiếu - Nỗi đau xót xa – Minh Vương - Vì sao – Khởi My - Muộn màng – Thủy Tiên - Người ở lại – Cao Thái Sơn - Nỗi nhớ đầy vơi – Hồ Ngọc Hà, Noo Phước Thịnh - Nhớ rất nhớ - Bảo Thy, Dương Triệu Vũ - Như vẫn còn đây – Hiền Thục - Trang giấy trắng – Phạm Trưởng          | - Nếu như anh đến – Văn Mai Hương - Tau thích mi – Lilpig - Chỉ vì anh quá yêu em – The Men - Nothing in your eye – Mr.T, Yan Bi - Chỉ anh hiểu em – Khắc Việt - Khó – Nam Cường - Dạ khúc cho tình nhân – Đàm Vĩnh Hưng - Siêu nhân – Dương Triệu Vũ - Một lần cuối thôi – Hồ Ngọc Hà - Sắc môi em hồng – Minh Hằng                                          |

#### 2012: Hạng mục dựa vào chỉ số Z (căn cứ vào lượt nghe, xem, thích, bình luận, chia sẻ, đánh giá trên Zing Mp3)
| Hạng mục                                       | Đoạt giải                                                |
| ---------------------------------------------- | -------------------------------------------------------- |
| Album của năm                                  | Nợ - Phạm Trưởng                                         |
| Music Video của năm                            | Thu cuối - Yanbi, Mr T, Vũ Thanh Hằng                    |
| Ca khúc của năm                                | Thu cuối - Yanbi, Mr T, Vũ Thanh Hằng                    |
| Ca khúc song ca của năm                        | Tình yêu không miễn cưỡng - Trần Tuấn Lương, Phạm Trưởng |
| Ca khúc được chia sẻ nhiều nhất cộng đồng mạng | Thu cuối - Yanbi, MrT, Vũ Thanh Hằng                     |
| Ca khúc Rap của năm                            | Ngọn nến trước gió - Lil Knight, JustaTee, Emily, Andree |
| Ca khúc R&B của năm                            | Cơn mưa ngang qua - Sơn Tùng M-TP                        |
| Ca khúc mang âm hưởng dân ca của năm           | Hai bờ cách biệt - Đan Trường, Cẩm Ly                    |
| Ca khúc Dance của năm                          | Beautiful Girl - Cường Seven, MrA                        |
| Ca khúc Rock của năm                           | Hoa ban trắng - Bức Tường                                |

#### 2013-2016: Hạng mục dựa trên bảng xếp hạng Zing
| Năm  | Ca khúc đứng đầu tuần nhiều nhất bảng xếp hạng | MV đứng đầu tuần nhiều nhất bảng xếp hạng | Album đứng đầu tuần nhiều nhất bảng xếp hạng | Ca khúc được chia sẻ nhiều nhất cộng đồng mạng | Nhạc sĩ có nhiều tác phẩm được yêu thích |
| ---- | ---------------------------------------------- | ----------------------------------------- | -------------------------------------------- | ---------------------------------------------- | ---------------------------------------- |
| 2013 | Chờ ngày mưa tan Noo Phước Thịnh               | Nỗi buồn mẹ tôi Phương Mỹ Chi, Thùy Dung  | Chỉ là em giấu đi Bích Phương                | Lắng nghe nước mắt, Mr. Siro                   | Nguyễn Hồng Thuận                        |
| 2014 | Gạt đi nước mắt Noo Phước Thịnh, Tony Việt     | Mình yêu nhau đi Bích Phương              | Tim em Hồ Quang Hiếu                         | Mình yêu nhau đi Bích Phương                   | Khánh Đơn                                |
| 2015 | Chưa bao giờ Trung Quân Idol                   | Em đi tìm anh Hồ Ngọc Hà, Noo Phước Thịnh | Khúc tình xưa 3 Lệ Quyên                     | Vợ người ta Phan Mạnh Quỳnh                    | Tiên Tiên                                |
| 2016 | Phía sau một cô gái Soobin Hoàng Sơn           |                                           | Còn trong kỷ niệm Hoàng Quyên                | Sau tất cả Erik                                | Tiên Cookie                              |

## 10 nghệ sĩ & 10 ca khúc xuất sắc nhất năm
Năm 2022, Zing MP3, đơn vị tổ chức Zing Music Awards không còn tổ chức giải thưởng nữa mà cùng hội đồng chuyên gia âm nhạc quốc tế và trong nước công bố tổng kết Top 10 nghệ sĩ, ca khúc xuất sắc của năm.
| Năm  | 10 nghệ sĩ xuất sắc nhất năm                                                                                       | 10 ca khúc xuất sắc nhất năm | Ghi chú |
| ---- | --- | --- | ------- |
| 2022 | - Amee - Grey D - Hà Nhi - Hoàng Dũng - Hoàng Thùy Linh - Hứa Kim Tuyền - Miu Lê - Mono - Tăng Duy Tân - Trúc Nhân | - Có chơi có chịu - Karik & Only C - Cô đơn trên sofa - Hồ Ngọc Hà - Có không giữ mất đừng tìm - Trúc Nhân - Gieo quẻ - Hoàng Thùy Linh & Đen Vâu - Một ngàn nỗi đau - Văn Mai Hương & Hứa Kim Tuyền - Ngày đầu tiên - Đức Phúc - See tình - Hoàng Thùy Linh - Thiêu thân - B Ray & Sofia - Vì mẹ anh bắt chia tay - Miu Lê, Karik & Châu Đăng Khoa - Waiting for you - Mono & Onionn | [ 1 ]   |